# 白冠攀雀

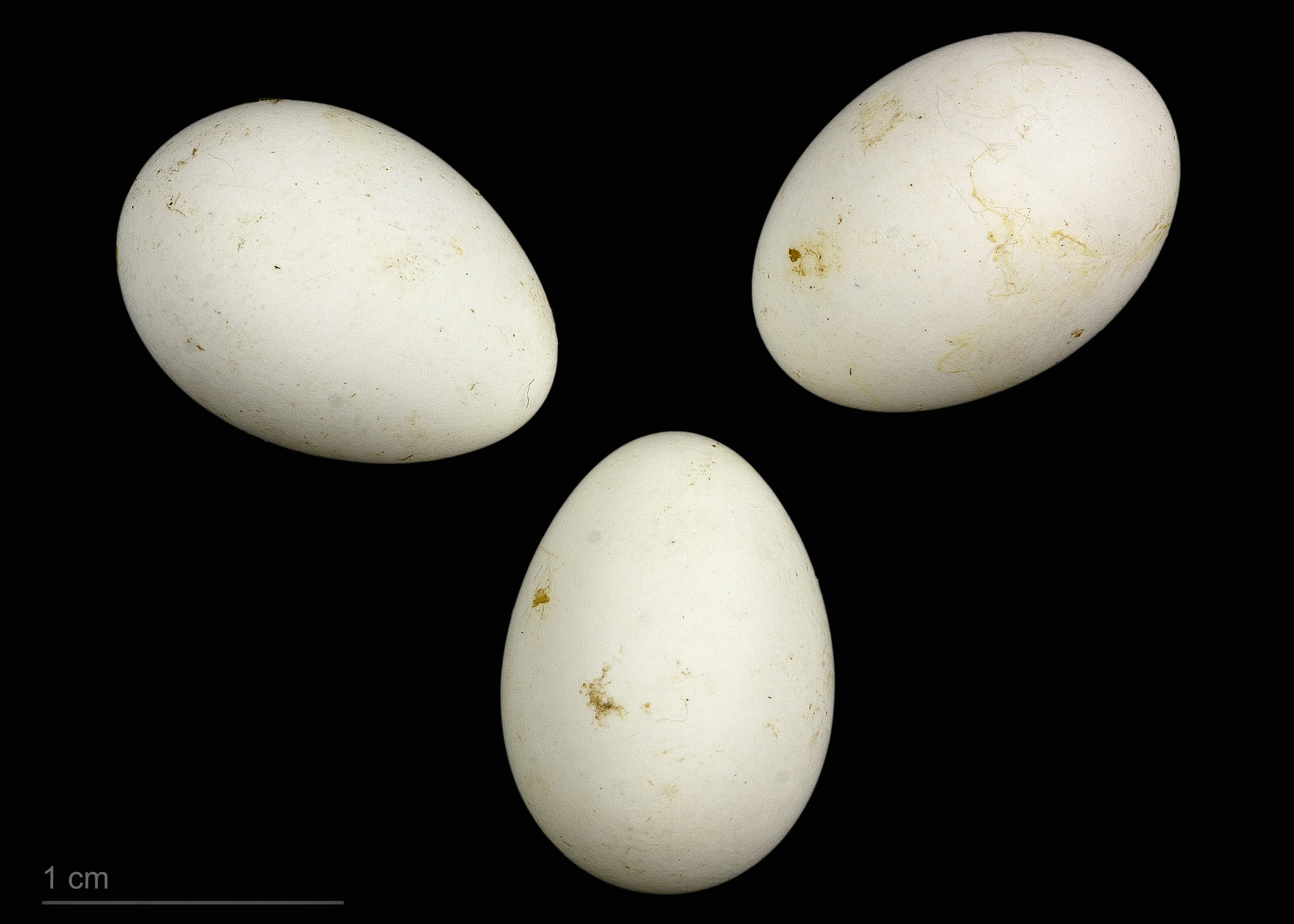
卵 Remiz coronatus

白冠攀雀（学名：Remiz coronatus），是雀形目攀雀科的一种鸟类。

## 特征
白冠攀雀体重约6.9克，翼长约52.4毫米，嘴峰长约9.7毫米，喙宽度约2.8毫米，喙厚度约3.2毫米，跗蹠长约12.3毫米，尾长约41毫米。白冠攀雀是候鸟，其栖息在半开放的河流环境中，食性为杂食性，主要食物来源是陆生无脊椎动物。

## 亚种
- ：分布于哈萨克斯坦南部和东南部、乌兹别克斯坦、土库曼斯坦北部和南部（阿姆河谷、穆爾加布河谷）、吉尔吉斯斯坦、中国西北部（新疆西北部的伊犁河谷）、塔吉克斯坦西部和阿富汗西北部；非繁殖地区包括伊朗东部、阿富汗北部和西部、巴基斯坦和印度西北部（东至哈里亚纳邦）。白冠攀雀及该亚种的模式产地在塔吉克斯坦苦盏。[4]
- ：分布于哈萨克斯坦东部，俄罗斯南部（从阿尔泰以东至赤塔，外贝加尔地区南部），蒙古国西北部和中部，以及中国西北部和北部（新疆东部至乌鲁木齐、宁夏北部）；迁徙种群的冬季范围不详。[5]该亚种的模式产地在新疆莎车。[6]